# Birds of America (film)
Pour articles homonymes, voir Birds of America.
Pour plus de détails, voir Fiche technique et Distribution.
Birds of America est un film américain, sorti en 2008.

## Fiche technique
- Titre : Birds of America
- Réalisation : Craig Lucas (en)
- Scénario : Elyse Friedman
- Pays d'origine : États-Unis
- Genre : comédie dramatique
- Date de sortie : 2008

## Distribution
- Matthew Perry : Morrie
- Ben Foster : Jay
- Ginnifer Goodwin (VF : Nathalie Bienaimé) : Ida
- Lauren Graham (VF : Brigitte Virtudes) : Betty Tanager
- Zoë Kravitz : Gillian
- Hilary Swank (VF : Christine Bellier) : Laura
- Daniel Eric Gold (VF : Charles Borg) : Gary
- Gary Wilmes (VF : Marc Bretonnière) : Paul
- Tom Pelphrey (VF : Charles Borg) : l'auto-stoppeur

 Source et légende : version française (VF) sur RS Doublage